# Helicopis gnidus
Helicopis gnidus  (лат.) — вид дневных бабочек из семейства риодинид.
Вид встречается в северных странах Южной Америки, в основном в Суринаме, Бразилии, Перу и Колумбии. У бабочки не обычная раскраска крыльев. Этот рисунок чем-то напоминает паука — вид сверху. Такая раскраска крыла скорее всего служит своего рода защитой от хищников.

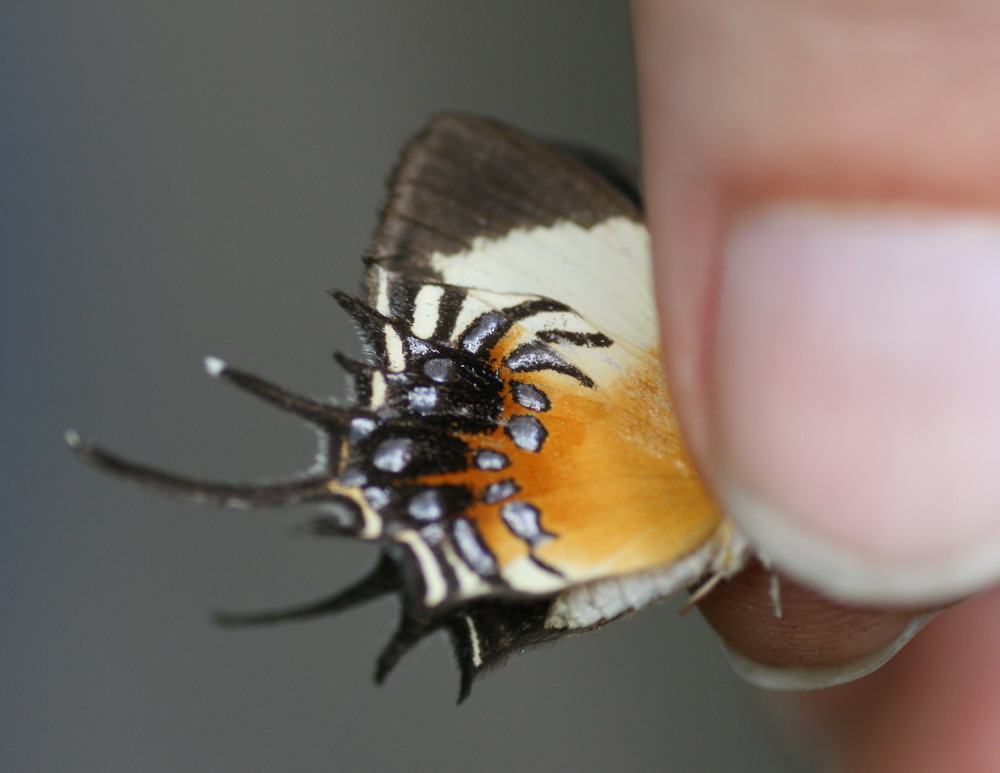

## Подвиды
- Helicopis gnidus gnidus (Суринам)
- Helicopis gnidus beaulieui Le Moult, 1939
- Helicopis gnidus galatea Stichel, 1919 (Бразилия)
- Helicopis gnidus interrupta Le Moult, 1939 (Перу, Бразилия, Колумбия)
- Helicopis gnidus medialis Schaus & Cockerell, 1923 (Колумбия)
- Helicopis gnidus nigrobasalis Aurivillius, 1929 (Бразилия)
- Helicopis gnidus obidonus Le Moult, 1939 (Бразилия)